# Pentium M

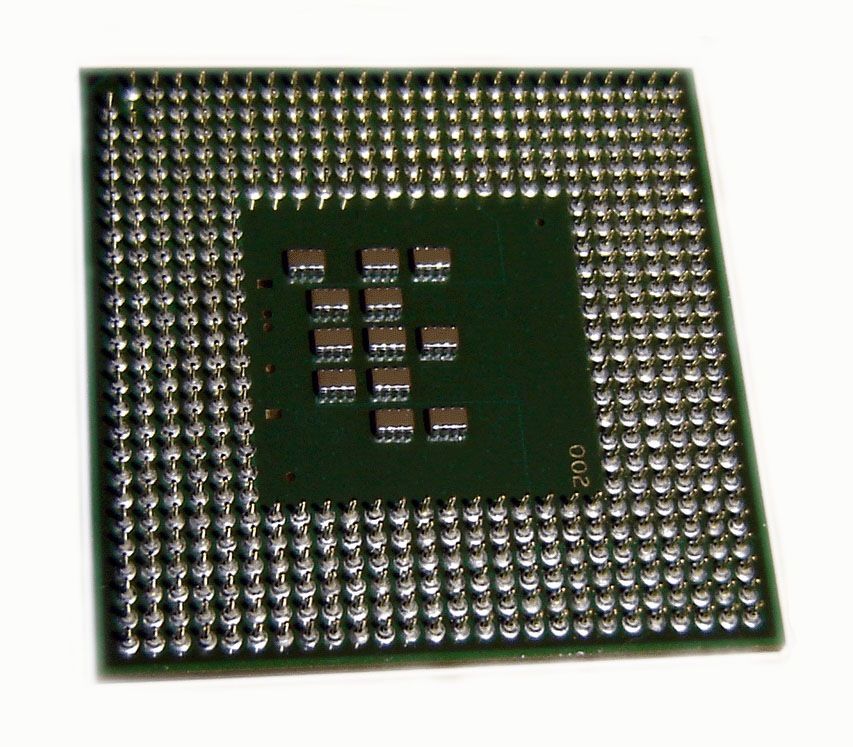
Parte traseira do Pentium M

Lançado em março de 2003, o Intel Pentium M é um microprocessador com arquitetura x86 (i686) projetado e fabricado pela Intel. O processador foi originalmente desenhado para uso em computadores portáteis. Seu nome antes do seu lançamento era "Banias". Todos os nomes do Pentium M são lugares de Israel, a localização da equipe do projeto do Pentium M.

## Geral
O Pentium M representa uma mudança radical para Intel, já que não é uma versão de baixo consumo do Pentium 4, senão uma versão fortemente modificada do desenho do Pentium III (que por sua vez é uma modificação do Pentium Pro). Esta otimizado para um consumo de potência eficiente, uma característica vital para ampliar a duração da bateria dos computadores portateis. Funciona com um consumo médio muito baixo e desprende muito menos calor que os processadores de computadores de mesa (Desktop), o Pentium M funciona a uma frequência de relogio mais baixa que os processadores Pentium 4 normais, porém com um rendimento similar (por exemplo um Pentium M com velocidade de relógio de 1.73 GHz normalmente pode igualar o rendimento de um Pentium 4 a 3.2 GHz pela sua tecnologia.
Os processadores Intel Pentium M formam parte integral da plataforma Intel Centrino.

## Banias
O primeiro Intel Pentium M, identificado pelo nome "Banias", foi introduzido em Março de 2003. É um microprocessador fabricado com 77 milhões de transistores de 130 nm de tamanho. Inicialmente o "Banias" não teria nomenclatura oficial para identificar os modelos, porém logo se nomeou como Intel Pentium M 705. O processador se conecta na placa mãe por meio de dois sockets; um de 479 pinos e outro de 478 pinos. As frequências de relógio deste processador vão desde os 900 MHz até os 1.7 GHz, com um FSB de 400 MHz e um cachê de nível 2 (L2) de 1 MB. O processadores "Banias" formam parte da primeira versão da plataforma Centrino chamada "Carmel", a qual é o processador Intel Pentium M "Banias", mais o chipset 855 da Intel chamado "Odem".
Os modelos regulares de Pentium M "Banias" vão de 1.5 GHz a 1.7 GHz (em escala de 0.1 GHz) e seu TDP é de 24.5 Watt. Os modelos de baixo consumo (e baixo rendimento) do Pentium M "Banias" vão de 1.3 GHz a 1.4 GHz e o TDP é de 22 Watt; enquanto que os modelos de ultra baixo consumo são de 1.2 GHz, 1.1 GHz e 900 MHz; os quais têm um TDP de 12, 12 e 7 Watt respectivamente. O FSB em todos os modelos "Banias" é de 400 MHz e o cachê L2 é de 1MB.

## Dothan
Depois de alguns atrasos, em 10 de Maio de 2004 (segundo trimestre de 2004) a Intel lançou o novo e melhorado Intel Pentium M "Dothan", nome de uma antiga cidade de Israel, foi um dos primeiros processadores Intel a utilizar uma nomenclatura oficial para identificar o modelo em lugar de só mencionar a velocidade de relógio. O Pentium M "Dothan" foi conhecido com a nomenclatura série 700.
Os Pentium M 700-séries "Dothan" mantiveram o desenho básico e o tamanho do original "Banias", porém o novo microprocessador é fabricado com transistores menores, de 90 nm, o que permitiu que a equipe Intel em Israel dobrar o tamanho do cachê do L2 para 2MB. Os 140 milhões de transistores do novo "Dothan" cabem em 84 mm², o qual é aproximadamente o mesmo tamanho físico de "Banias". Graças aos transistores menores, o TDP das primeiras versões regulares do "Dothan" baixou para 21 Watt contra os 24.5 Watt originais do "Banias", melhorando a vida da bateria. Cabe salientar que "Dothan" traz muito mais melhorias a arquitetura (desenho) que o encolhimento do processador e o tamanho do cache, o que o torna mais eficiente.
Com o "Dothan", a Intel lançou um portfólio de modelos muito mais amplo que seu antecesor. "Dothan" vem em duas gerações, uma primeira de 400 MHz de FSB e L2 de 2 MB. A primeira versão regular de "Dothan" foi lançada com velocidades de relógio de 1.5 GHz a 2.1 GHz (em incrementos de 0.1 GHz). A nomenclatura utilizada no Dothan é Intel Pentium M 715 para o processador de 1.5 GHz, 725 para o 1.6 GHz, até 765 para o processador de 2.1 GHz. Os processadores "Dothan" também lançaram uma linha de baixo consumo e ultra baixo consumo. Esta primeira versão de "Dothan" trabalha com o mesmo chipset de Intel 855 "Odem".
Para o primeiro trimestre de 2005, a Intel lançou a segunda geração da sua plataforma Centrino com nome "Sonoma" para competir com a crescente ameaça do processador AMD Turion 64. A nova plataforma Centrino tras o novo chipset da Intel 915 "Alviso" que é capaz de velocidades de transferencias do FSB de até 533 MHz (em contraste com os 400 MHz da generação passada). O novo chipset também utiliza memória RAM DDR2 em lugar da DDR1 do chipset 855 "Odem" original. O novo chipset vem acompanhado da segunda geração do microprocessador "Dothan", o qual é uma versão levemente melhorada do original. O novo "Dothan" tem um FSB de 533 MHz e um maior consumo de energia (TDP de 27 Watt).
A segunda geração do "Dothan" mantém o mesmo tamanho de transistores e cache, para diferenciá-las a partir da última geração os "Dothan" têm números que terminam em 0 em sua nomenclatura, por exemplo: O 1.6 GHz agora é Intel Pentium M 730 e o 2.0 GHz é 760. As frequências de relógio dos processadores regulares "Dothan" 2ª geração vão desde 1.60 GHz até 2.26 GHz (em incrementos de 0.13 GHz).

## Yonah e Merom
O novo processador Mobile Intel Core Duo nome "Yonah" é uma evolução radical baseada em "Dothan". "Yonah" é um microprocessador de núcleo duplo (Dual-Core) (dois processadores em um mesmo pacote) e fabricado com transistores de 65 nm. "Yonah" abre caminho ao desenvolvimento do Mobile Intel Core 2 Duo nome "Merom" com suporte de 64-bits e a anos luz do original "Banias".